# Лотар Клесґес
Лотар Клесґес (нім. Lothar Claesges, 3 липня 1942 — 12 листопада 2021) — німецький велогонщик.
Олімпійський чемпіон 1964 року в командній гонці переслідування.